# Ахеева, Кристина
Кристи́на Ахе́ева (англ. Kristina Akheeva; род. 1986) — австралийская модель русского происхождения.

## Биография
Родилась 1 ноября 1986 года в Хабаровске.
В возрасте семи лет вместе с матерью переехала в Австралию, где переезжали из одного места в другое, пока окончательно не осели в городе Голд-Кост — здесь она окончила школу.
В 17 лет Кристина переехала в Мельбурн, чтобы осуществить свою мечту стать актрисой. Здесь она записалась на вечерние курсы актёрского мастерства, а в течение дня работала для зарабатывания на жизнь.
Очень скоро она привлекла внимание австралийских фотографов и начала получать регулярные модельные приглашения. В разное время она участвовала в фотосессиях для филиппинской версии журнала Cosmopolitan, снималась в рекламе шампуня и косметики, а также в рекламе российской компании «МТС» в Индии.
В последние несколько лет живёт и работает в Азии: Китай, Сингапур, Корея, Филиппины, Таиланд и Индия. Снялась в болливудской комедии 2013 года Yamla Pagla Deewana 2.